# María Dolores Cabré Montserrat
María Dolors Cabré Montserrat (Viñols y Archs, 28 de agosto de 1914 - Tarragona, 7 de marzo de 1995) fue una catedrática de literatura catalana.
Descendiente de una familia de maestros, cursó sus estudios de secundaria en Reus y los universitarios de Filología románica, especialidad de Hispánicas, en Barcelona (1932-1936). Allí asistió a las clases de los profesores Joan Corominas, Pompeu Fabra, Guillermo Díaz-Plaja, Rafael Lapesa o Antonio de la Torre, entre otros.  Entre sus compañeros de aula, había nombres tan significados como el de Salvador Espriu . 
Terminada la Guerra Civil tuvo que volver a examinarse, porque el régimen de Francisco Franco no reconocía las titulaciones emitidas durante la Segunda República española. Inició su carrera docente durante el curso 1940-1941, en el colegio de Tortosa de la Compañía de Santa Teresa de Jesús. Después, ocupó interinidades en los institutos Maragall (1941-1943), y Menéndez y Pelayo (1943-1944) de Barcelona, mientras impartía clases particulares y en el colegio Milà i Fontanals de Villafranca del Panadés. Continuó su carrera en La Coruña (1944-1947). Hasta que, en 1949, obtuvo por oposición una cátedra de bachillerato de Lengua y literatura españolas. Fue destinada primero a Santa Cruz de Tenerife, posteriormente a Huesca hasta 1960, en el Instituto Ramón y Cajal,. y finalmente a Tarragona, donde trabajó hasta 1984, año de su jubilación. 
Durante su etapa aragonesa colaboró activamente con la Institución Fernando el Católico, de la que fue consejera correspondiente en 1953, y con el Instituto de Estudios Oscenses (numeraria desde 1957). En 1960 fue nombrada académica correspondiente de la Real Academia de la Historia por Tarragona, a propuesta de los académicos Miguel Gómez del Campillo, Amando Melón y Ruiz de Gordejuela y José López de Toro.  En 1969 ingresó en la Real Sociedad Arqueológica Tarraconense, y en 1970 fue elegida consejera numeraria del Instituto de Estudios Tarraconenses Ramón Berenguer IV, siendo desde 1988 consejera de honor.  
Además colaboró en diversas actividades culturales y asociativas como la restauración de la ermita de Santa Magdalena de Berrús en Ribarroja de Ebro; o en el impulso de la enseñanza de lengua catalana, como profesora especial de Literatura catalana de la Diputación Provincial de Tarragona (entre 1968 y 1975); y en la creación de una biblioteca en Tivisa, etc. 
Y participó en varios Congresos de Historia de la Corona de Aragón. publicó artículos especializados sobre temas históricos y literarios (especialmente sobre el humanismo aragonés en el Renacimiento), en revistas científicas como Argensola, Boletín Arqueológico o Cuadernos de Historia Jerónimo Zurita.  

## Reconocimientos
Fue nombrada hija adoptiva de Ribarroja de Ebro en 1986. La biblioteca municipal de esa localidad lleva su nombre. 
Distinguida como alcaldesa honoraria de Santa Agda, o Dia de les Dones, en Ribarroja de Ebro.
Recibió la placa de plata de Tivisa. 
El Centro de Estudios de la Ribera de Ebro la nombró, junto con Artur Bladé i Desumvila, Miembro de honor. 